# Michele Mauricas
Michele Maurikas detto Mabrica (fl. XI secolo) è stato un generale bizantino.
Fu catapano del tema di Dyrrachion e probabilmente catapano d'Italia dal 1067 al 1069.

## Biografia
Venne inviato nel Sud Italia dal basileus Costantino X Ducas nel 1066 su richiesta dell'arcivescovo di Bari. Giunse l'anno dopo con un esercito di variaghi forse assumendo così anche la carica di catapano d'Italia, carica che mantenne fino al 1069.
Riconquistò Brindisi e Taranto che pose sotto il comando di Niceforo Caranteno, un generale bizantino che aveva combattuto contro i bulgari. Ottenne una serie di successi contro i normanni ma ormai la potenza bizantina stava declinando nel Meridione d'Italia.

### Fonti
- Lupo Protospata, Chronicon
- Annales Barenses

### Letteratura critica
- John Julius Norwich, I Normanni nel Sud 1016-1130, Mursia, Milano, 1971 (ed. orig.: The Normans in the South 1016-1130. Longmans: London, 1967).
- P. Corsi, Ai confini dell'Impero. Bisanzio e la Puglia dal VI all'XI secolo., Bari, 2002
- Vera von Falkenhausen, La dominazione bizantina nell'Italia meridionale dal IX all'XI secolo, Bari 1978, p. 136